# Антинейтрон
Антинейтрон — античастица по отношению к нейтрону. Как и нейтрон, антинейтрон имеет нулевой электрический заряд. Масса антинейтрона равна массе нейтрона, а магнитные моменты их одинаковы по величине, но противоположны по знаку.
Антинейтрон открыт в 1956 году в протон-антипротонных столкновениях на ускорителе Беватрон в лаборатории LBNL Брюсом Корком. Сталкиваясь с ядрами мишени, антипротон может отдать свой отрицательный заряд одному из протонов ядра (или приобрести от него положительный). При этом образуется пара нейтрон—антинейтрон. Подтверждением образования антинейтрона является последующая аннигиляция его с нейтроном или протоном другого ядра. Сам антинейтрон не оставляет следа (например, в фотографических эмульсиях), однако при аннигиляции возникает несколько заряженных частиц, следы которых выходят из одной точки.